# سافيتري جندال
سافيتري ديفي جندال (بالإنجليزية: Savitri Devi Jindal)‏(من مواليد 20 مارس 1950) هي سيدة أعمال هندية ورئيس شركة إميرتس وجندال للحديد والصلب. وُلدت جنداللعائلة في تينسوكيا بمقاطعة آسام. تزوجت سافيتري في عام 1970 من أوم بيركاش جيندال، الذي أسس مجموعة جندال، للصلب والطاقة.
كانت سافيتري جندال وزيرةً في حكومة هاريانا وعضوةً في هاريانا فيدهان سبها (الجمعية التشريعية) من مقاطعة حصار. فقدت جندال المقعد في الانتخابات التي أجريت في عام 2014 لجمعية هاريانا. أصبحت جندال رئيسة لمجموعة جندال بعد وفاة زوجها في حادث تحطم طائرة هليكوبتر في عام 2005. تتمتع جندال الآن بعضوية في حزب المؤتمر الوطني الهندي.
تعتبر سافيتري جندال أغنى امرأة في الهند، واحتلت المرتبة الـ 16 كأغنى شخص هندي في عام 2016، بثروة بلغت قيمتها أكثر من 4 مليارات دولار. احتلت جندال المرتبة الـ453 كأغنى شخص في العالم في عام 2016. ومع ذلك، تتمتع البارونة الفولاذية بالحديث عن أطفالها ومواصلة العمل العام لزوجها، كما تعتبر سابع أغنى أم في العالم.

## الحياة السياسية
انتُخبت جندال في عام 2005 عن دائرة هاريانا في مقاطعة هيسار، والذي مثلها زوجها أوم بيركشار لفترة طويلة، ثم أُعيد انتخابها في الدائرة الانتخابية في عام 2009 وعُينت كوزيرة في حكومة هاريانا في 29 أكتوبر 2013.
عملت جندال في الوزارة السابقة كوزيرة الدولة لشؤون العائدات وإدارة الكوارث، والتأهيل والإسكان، وكذلك وزيرة الدولة للهيئات المحلية والإسكان في المناطق الحضرية.
تضاعفت عائدات الشركة أربع مرات بعد أن تولت جندال مسؤولية الشركة. كانت جندال عضوًا في الجمعية التشريعية في هاريانا، نظرًا لما تتمتع به من خلفية وتاريخ عن ولاية هاريانا، كما شغلت منصب وزيرة الطاقة حتى عام 2010. بدأ أوم بيركشار جندال مجموعة جندال في عام 195 لتصبح مجموعة صناعية لصناعات الصلب والطاقة والتعدين والنفط والغاز. يُدير كل قسم من هذه الأقسام الأربعة أبناؤه الأربعة، بريثفيراج وساجان وراتان ونيفين جندال. تعتبر مصانع جندال للصلب هي ثالث أكبر منتج للصلب في الهند.